# Палермская астрономическая обсерватория
Палермская астрономическая обсерватория — астрономическая обсерватория, основанная в 1790 году в Палермо, Италия. Обсерватория расположена в Палаццо Норманни, принадлежит Национальному Институту Астрофизики (INAF).

## Руководители обсерватории
- 1790—1826 — Джузеппе Пьяцци (1746—1826)
- 1826—1841 — en:Niccolò Cacciatore (1780—1841)
- 1841—1849 — it:Gaetano Cacciatore (1814—1889)
- 1849—1860 — Domenico Ragona (1820—1890)
- 1860—1889 — it:Gaetano Cacciatore (1814—1889)
- 1889—1890 — it:Annibale Riccò (1844—1919)
- 1891—1898 — it:Temistocle Zona (1848—1910)
- 1898—1931 — it:Filippo Angelitti (1856—1931)
- 1931—1936 — Corradino Mineo (1875—1960)
- 1936—1938 — Francesco Zagar (1900—1976)
- 1939—1948 — Corradino Mineo
- 1948—1969 — it:Luciano Chiara (1910—1969)
- 1969—1976 — Salvatore Leone (1917—1981)
- 1976—1991 — it:Giuseppe Vaiana (1935—1991)
- 1991—2001 — Salvatore Serio (1941 г.р.)
- с 2001 года — Salvatore Sciortino (1955 г.р.)

## История обсерватории
Обсерватория была основана в 1790 году по повелению Фердинанда I де Бурбон. Строительство было завершено в 1791 году. Первым директором обсерватории был назначен Джузеппе Пьяцци. 1 января 1801 года Пьяцци открыл в Палермской обсерватории Цереру — первый астероид. После открытия обсерватория была хорошо профинансирована. В ней было 3 купола, которые были демонтированы в 1950-х годах. Недавно были установлены более легкие купола.

## Инструменты обсерватории
- Ахроматический телескоп, рефрактор (Ramsden) (D = 125 мм, F = 625 мм, создан в 1787 году)
- Экваториальный круг Рамсден (диаметр круга 1.5 метра, рефрактор D = 75 мм, F = 1.5 метра) — с помощью этого инструмента была открыта Церера
- Экваториальный круг Тротон
- Меридианный круг
- Телескоп рефлектор AMES SHORT (D = 104 мм, F = 726 мм, подарен Principe di Caramanico в 1793 году обсерватории)
- Секстант
- Ахроматический рефрактор Berge (D=60 мм, F=65.5 см, создан в 1820 году, куплен в 1827 году)
- Ахроматический рефрактор Hughes (D=60 мм, F=78 см, куплен в 1849 году)
- 11-см рефрактор Мерц (D=115 мм, F=2 м, 1852 год)
- 25-см рефрактор Мерц (D=250 мм, F=2.43 м, 1859 год)
- Спектроскопы для наблюдения Солнца (конец 19-го века)

## Отделы обсерватории
- Музей обсерватории

## Направления исследований
- Солнечная корона
- Рождение и эволюция звезд
- Изучение остатков сверхновых звезд
- Разработка и тестирование научной аппаратуры для рентгеновских телескопов
- Численное моделирование астрофизических процессов

## Основные достижения
- Открытие 1 января 1801 года первого астероида (сейчас уже карликовой планеты) (1) Цереры
- Составление двух звёздных каталогов: в 1803 году — «Praecipuarum stellarum inerantium positiones mediae ineunte seculo XIX», в 1814 — второе издание. Первое издание содержало координаты 6748 звёзд, второе — 7646 звёзд.
- Определение собственных движений нескольких звезд

## Известные сотрудники
- it:Pietro Tacchini